# Czesław Bomba
Czesław Bomba (ur. 2 sierpnia 1894 w Hermanowej, zm. 5 września 1919 pod Dyneburgiem) – podporucznik piechoty Wojska Polskiego, działacz niepodległościowy, kawaler Orderu Virtuti Militari.

## Życiorys
Urodził się 2 sierpnia 1894 w Hermanowej, w ówczesnym powiecie rzeszowskim Królestwa Galicji i Lodomerii, w rodzinie Kazimierza, małorolnego chłopa, i Agaty z Rodzisławów. Miał brata Franciszka i trzy siostry. Po ukończeniu szkoły powszechnej w rodzinnej wsi, rozpoczął naukę w c. k. II Gimnazjum w Rzeszowie. W 1914 był uczniem klasy VIIb. W czasie I wojny światowej walczył w szeregach 6. kompanii 5 pułku piechoty Legionów Polskich. W 1918 parę miesięcy przebywał w domu rodzinnym. 1 listopada 1918 wstąpił do Wojska Polskiego. 18 marca 1919 jako podoficer byłych Legionów Polskich służący w 26 pułku piechoty został mianowany z dniem 1 marca 1919 podporucznikiem piechoty i przeniesiony do 6 pułku piechoty Legionów na stanowisko dowódcy plutonu 6. kompanii. Zmarł z rany odniesionej 5 września 1919 w bitwie pod Dyneburgiem. Został pochowany w Wilnie na cmentarzu Na Rossie.

## Ordery i odznaczenia
- Krzyż Srebrny Orderu Wojskowego Virtuti Militari nr 7998 – pośmiertnie[15][16]
- Krzyż Niepodległości – pośmiertnie 8 listopada 1937 „za pracę w dziele odzyskania niepodległości”[17]
- Krzyż Walecznych[18]